# Свети Симеон Дајбапски
Преподобни Симеон Дајбапски (Саво Поповић; Цетиње, 19. децембар 1854 — манастир Дајбабе, 1. април 1941) је био православни духовник. Новоканонизовани је српски светитељ.

## Биографија
Рођен је у доњокрајском братству Поповића као мали Саво. Основно школовање завршио је на Цетињу. Касније се образује у Кијевској богословији, а потом и у тамошњој Духовној академији, надахњујући се животима и подвизима оснивача и преподобних отаца Кијевске лавре.
У Кијеву је замонашен (монашко име добија по Симеону мироточивом) и рукоположен у чин јеромонаха, а 1888. године враћа се на Цетиње, гдје му је одређена служба Божјег служитеља у манастиру Светог Николе на Врањини, а годину дана касније и у манастиру Острогу, гдје је био и предавач у тамошњој монашкој школи, коју је покренуо митрополит Митрофан Бан.
На основу чудесног виђења, које му је Бог открио, јеромонах Симеон је иницирао градњу цркве на мјесту данашњег манастира Дајбабе крајем 19. вијека. 
Остатак свог живота јеромонах Симеон је провео служећи новооткривеној Дајбапској Светињи, а ту га је, као Дајбапског јеромонаха, посјетио архимандрит Јустин Поповић, велики српски теолог.
Симеон Дајбапски умро је 1. априла 1941. године (по грегоријанском календару).
Његове мошти су откривене на 55. годишњицу његове смрти 1996. године у манастиру Дајбабе, настојањем митрополита црногорско-приморског Амфилохија, бројног свештенства и вјерног народа, поклоника Дајбапског манастира. Од тада па до данас, сваке године се на дан његове смрти одржава велики сабор у манастиру Дајбабе.
Дана 2. маја 2010. године, одлуком Светог архијерејског сабора СПЦ Симеон Дајбапски канонизован је у ред светитеља СПЦ заједно са Јустином Поповићем у Храму Светог Саве на Врачару.
Лист „Оногошт“ из Никшића, бр. 2, 1900. г. доноси чланак о Дајбабама и св. Симеону Дајбапском. Ову обитељ помиње и Мери Едит Дарам у књизи „Кроз српске земље“, почетком 20. вијека, српски превод, од 45. страна.

## Галерија
- Св. Симеон, 1898 г.
- Саво Поповић студент, Кијев